# Hypericum geminiflorum
Hypericum geminiflorum är en johannesörtsväxtart. Hypericum geminiflorum ingår i släktet johannesörter, och familjen johannesörtsväxter.

## Underarter
Arten delas in i följande underarter:
- H. g. geminiflorum
- H. g. simplicistylum